# الیکایی‌های غارنشین
الیکایی‌های غارنشین (نام علمی: Troglodytes) نام یک سرده از زیرراسته پرنده آوازخوان است.

## گونه‌ها
- الیکایی خانگی, Troglodytes aedon – taxonomy needs revision
- الیکایی شیپورکی, Troglodytes tanneri – formerly included in T. aedon
- الیکایی سوکورو, Troglodytes sissonii – formerly included in T. aedon
- الیکایی کاب, Troglodytes cobbi – formerly included in T. aedon
- الیکایی ابروحنایی, Troglodytes rufociliatus
- الیکایی تپوئی, Troglodytes rufulus
- الیکایی کوهی, Troglodytes solstitialis
- الیکایی اخراگون, Troglodytes ochraceus
- الیکایی سانتا مارتا, Troglodytes monticola